# 大分県立安岐高等学校
大分県立安岐高等学校（おおいたけんりつ あきこうとうがっこう）は、大分県東国東郡安岐町（現国東市）に所在した公立の高等学校。
以下は特記しない限り、閉校時点での情報である。

## 概要
大分県立安岐高等学校は大分県北東部にある国東半島の東側に位置し、安岐町に所在する唯一の高等学校であった。
しかし生徒数の減少により、定員を充足することが困難になったため2001年度（平成13年度）から生徒の募集を停止し、すべての在校生が卒業した2003年（平成15年）3月をもって閉校となった。閉校後の証明等発行事務は、大分県立国東高等学校が行っている。

## 設置学科
- 普通科

## 所在地
- 〒873-0202 大分県東国東郡安岐町瀬戸田1300番地

## 沿革
- 1948年（昭和23年）4月1日 - 大分県立国東高等学校安岐分校として開校。
- 1951年（昭和26年）2月1日 - 現校舎に移転
- 1960年（昭和35年） - 第7回全国高校剣道大会優勝（男子）
- 1965年（昭和40年 ）4月1日 - 独立して大分県立安岐高等学校となる
- 1966年（昭和41年） - 玉竜旗争奪高校剣道大会優勝（男子）
- 1980年（昭和55年） - 第27回全日本剣道大会優勝（女子）
- 1981年（昭和56年） - 第28回全国高校剣道大会優勝（女子）
- 1983年（昭和58年） - 玉竜旗高校剣道大会優勝（女子）
- 1988年（昭和63年） - 第33回全国高等学校軟式野球選手権大会出場
- 2003年（平成15年）3月31日 - 閉校。

以後校舎はヘルメット潜水株式会社、事務所兼工場となる。
隣接する体育館、グラウンド、柔剣道場は国東市教育委員会の管轄下にて現役で使用中。
AEDも設置されている。
上記剣道の戦績を讃える銅像、記念碑も整備され現存する。